# Klétus
A Klétus görög → latin eredetű férfinév. Latinos formája Anacletus, jelentése: feddhetetlen.

## Gyakorisága
Az 1990-es években szórványos név, a 2000-es években nem szerepel a 100 leggyakoribb férfinév között.

## Névnapok
- április 26.[2]